# Sandra Cam
Pour les articles homonymes, voir Cam.
 (novembre 2017).
Sandra Cam (née le 30 juin 1972 à Ougrée) est une nageuse belge à la retraite, spécialiste de la nage Libre. Elle a représenté son pays deux années consécutives aux Jeux olympiques d'été de 1992 à Barcelone et aux Jeux olympiques d'été de 1996 à Atlanta. Elle est surtout connue pour avoir remporté deux médailles lors de Universiade d'été de 1993 à Buffalo.
Cam est diplômée de Université méthodiste du Sud (SMU) à Dallas, avec un BA en Relations publiques et une licence en philosophie.
Lorsqu'elle nageait pour la SMU, elle a gagné 14 titres lors des championnats NCAA entre 1992 et 1996. Elle a également remporté le prix de la meilleure athlète féminine du championnat de la conférence sud-ouest (CFC) en 1995 et 1996.

## Réalisations
Elle bat son 1er record des championnats de Belgique à l'âge de 13 ans sur le 200 m papillon. Et remporte son 1er titre aux championnats de Belgique à l'âge de 14 ans sur le 200 m nage libre. Elle a gagné plus de 35 de titres aux Championnats de Belgique à partir de 1986 jusqu'à sa retraite en 1997.
- 1986 : Finaliste des Championnats d'Europe de Berlin
- 1987 : Finaliste aux Championnats d'Europe Junior à Rome
- 1989 : Deux fois Finaliste aux Championnats d'Europe Seniors à Bonn, dans le 400 m nage libre et le 400 m quatre nages individuel
- 1991 : Finaliste aux Championnats du monde à Perth, dans le 400 m nage libre
- 1991 : Remporte la médaille d'argent à la Coupe du monde à Bonn, en Allemagne, dans le 400 m nage libre.
- 1991 : Deux fois finaliste aux Championnats d'Europe Seniors à Athènes, dans le 200 m nage libre et 400 m nage libre
- 1992 : Deuxième place de la finale B des Jeux olympiques de Barcelone, dans le 400 m nage libre
- 1993 : Remporte l'or aux Jeux mondiaux universitaires à Buffalo, dans le 400 m nage libre et l'Argent du 800 m nage libre
- 1994 : Remporte l'argent à l'US Open, dans le Michigan, dans le 400 m nage libre 800 m nage libre
- 1995 : Cinquième place au Championnat d'Europe Seniors à Vienne, dans le 400 m nage libre
- 1996 : Cinquième place au Championnat du monde à Rio de Janeiro, dans le 800 m nage libre
- 1996 : Deuxième place de la Finale B des Jeux olympiques à Atlanta.